# Campionato mondiale Endurance (motociclismo)
Il campionato mondiale Endurance è la competizione di durata del motociclismo della Federazione Internazionale di Motociclismo. Le competizioni di questo tipo si svolgono sulla distanza di più ore e, in maniera anomala rispetto alle normali competizioni su due ruote, la motocicletta è condivisa da più di un pilota (due o tre anche in funzione della durata della gara). Altrettanto poco usuale nel motociclismo è anche il fatto che durante la gara avvengano regolari soste ai box per il rifornimento e cambio degli pneumatici.

## Storia

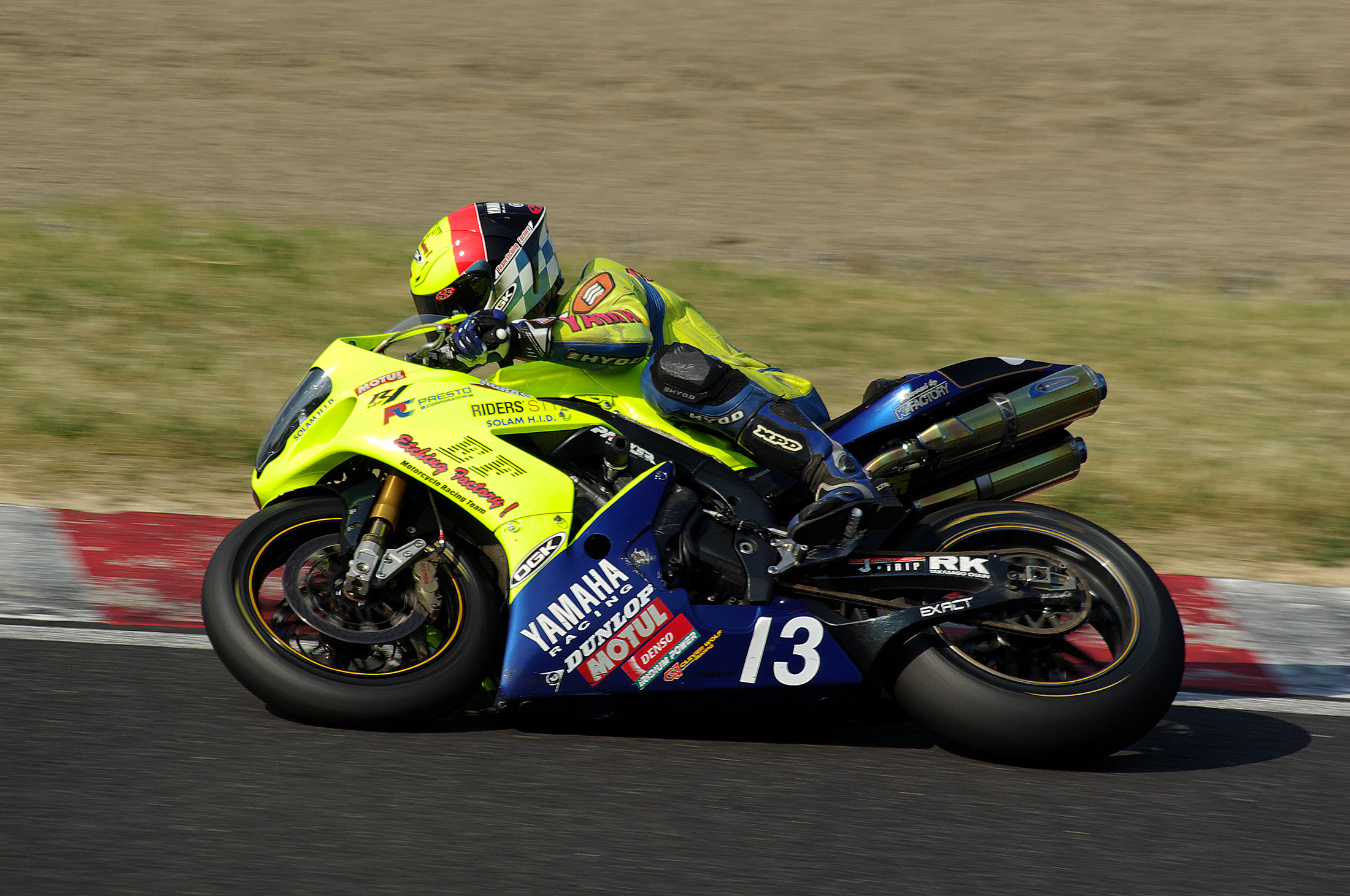
Una Yamaha YZF-R1 durante le prove di una gara di endurance sul circuito di Suzuka.

Le competizioni di "Endurance" nacquero dalle esibizioni di resistenza con le quali, nei primi anni del XX secolo, molte case automobilistiche tentavano di dimostrare la robustezza dei veicoli prodotti. Già nel primo dopoguerra, il livello tecnologico raggiunto dai motori era tale da mettere in crisi la resistenza umana, facendo nascere competizioni in circuito di lunghissima durata, nel corso delle quali la resistenza allo sforzo della macchina e del pilota erano messe a dura prova. Le più celebri e massacranti gare di questo tipo si sono svolte nelle edizioni del Bol d'or dal 1922 al 1952, durante le quali un solo pilota per ogni veicolo correva senza interruzione per 24 ore.
Dai primi anni cinquanta furono ammessi due piloti per guidare lo stesso veicolo a turno e nell'autunno 1959, la Fédération Internationale de Motocyclisme decise di istituire, per la stagione successiva, il primo campionato internazionale della specialità, denominato "Coppa F.I.M. d'Endurance".
Il foltissimo pubblico che gremiva le manifestazioni d'"endurance" negli anni venti, aveva iniziato una costante diminuzione nel decennio successivo, fino a ridursi ai soli appassionati nel secondo dopoguerra. Con l'arrivo in Europa delle maximoto giapponesi, alla fine degli anni sessanta, queste gare tornarono di gran moda, riscontrando per tutti gli anni settanta un grande interesse, sia per le gare ufficialmente organizzate dalla FIM, sia per le gare "pirata", principalmente organizzate nei Paesi Bassi e Belgio.
Nelle quattro stagioni comprese tra il 1976 e il 1979, la serie venne rinominata "Campionato d'Europa d'Endurance".
La prima edizione del vero e proprio campionato mondiale "Endurance FIM World Championship" risale al 1980, quando le derivate di serie vennero sostituite dalle Formula TT, proprio nel momento in cui la popolarità di queste gare nuovamente decrebbe fino alla stagione 1988, nella quale non si riuscirono ad organizzare che tre manifestazioni. Nelle stagioni 1989 e 1990 la serie fu declassato da campionato del mondo a "Coppa FIM"  in quanto non raggiungeva il numero minimo di eventi richiesto dalla FIM per un mondiale.
Dal 1980 al 2000 il titolo è stato assegnato al pilota che avesse singolarmente guadagnato più punti in una stagione; dal 2001 viene invece premiata la squadra.

## Albo d'oro

### Albo d'oro piloti
| Anno | Piloti               | Punti | Motocicletta |
| ---- | -------------------- | ----- | ------------ |
| 1980 | Marc Fontan          | 58    | Honda        |
| 1980 | Hervé Moineau        | 58    | Honda        |
| 1981 | Raymond Roche        | 81    | Kawasaki     |
| 1981 | Jean Lafond          | 81    | Kawasaki     |
| 1982 | Jean-Claude Chemarin | 60    | Kawasaki     |
| 1982 | Jacques Cornu        | 60    | Kawasaki     |
| 1983 | Hervé Moineau        | 89    | Suzuki       |
| 1983 | Richard Hubin        | 89    | Suzuki       |
| 1984 | Patrick Igoa         | 70    | Honda        |
| 1984 | Gérard Coudray       | 70    | Honda        |
| 1985 | Patrick Igoa         | 96    | Honda        |
| 1985 | Gérard Coudray       | 96    | Honda        |
| 1986 | Patrick Igoa         | 105   | Honda        |
| 1987 | Hervé Moineau        | 120   | Suzuki       |
| 1987 | Bruno Le Bihan       | 120   | Suzuki       |
| 1988 | Hervé Moineau        | 83    | Suzuki       |
| 1988 | Thierry Crine        | 83    | Suzuki       |
| 1989 | Alex Vieira          | 140   | Honda        |
| 1990 | Alex Vieira          | 95    | Honda        |
| 1991 | Alex Vieira          | 111   | Kawasaki     |
| 1992 | Terry Rymer          | 160   | Kawasaki     |
| 1992 | Carl Fogarty         | 160   | Kawasaki     |
| 1993 | Doug Toland          | 86    | Kawasaki     |
| 1993 | Doug Toland          | 86    | Honda        |
| 1994 | Adrien Morillas      | 100   | Kawasaki     |
| 1995 | Stéphane Mertens     | 95    | Honda        |
| 1995 | Jean-Michel Mattioli | 95    | Honda        |
| 1996 | Brian Morrison       | 138   | Kawasaki     |
| 1997 | Peter Goddard        | 133   | Suzuki       |
| 1997 | Doug Polen           | 133   | Suzuki       |
| 1998 | Doug Polen           | 108   | Honda        |
| 1998 | Christian Lavieille  | 108   | Honda        |
| 1999 | Terry Rymer          | 122   | Suzuki       |
| 1999 | Jehan d'Orgeix       | 122   | Suzuki       |
| 2000 | Peter Lindén         | 137   | Suzuki       |
| 2000 | Warwick Nowland      | 137   | Suzuki       |

### Albo d'oro squadre
| Anno    | Squadra                           | Punti | Motocicletta          | Piloti                                                |
| ------- | --------------------------------- | ----- | --------------------- | ----------------------------------------------------- |
| 2001    | WIM Motors Racing 9               | 182   | Honda VTR 1000        | Albert Aerts, Laurent Naveau e Heinz Platacis         |
| 2002    | Zongshen 2                        | 123   | Suzuki GSX-R1000      | Warwick Nowland                                       |
| 2003    | Suzuki Phase One                  | 143   | Suzuki GSX-R1000      | James Ellison                                         |
| 2004    | Yamaha - GMT 94                   | 169   | Yamaha YZF-R1         | David Checa e William Costes                          |
| 2005    | Suzuki Castrol                    | 134   | Suzuki GSX-R1000      | Keiichi Kitagawa                                      |
| 2006    | Suzuki Castrol                    | 185   | Suzuki GSX-R1000      | Keiichi Kitagawa, Matthieu Lagrive e Vincent Philippe |
| 2007    | Suzuki Endurance Racing           | 165   | Suzuki GSX-R1000      | Matthieu Lagrive e Vincent Philippe                   |
| 2008    | Suzuki Endurance Racing           | 109   | Suzuki GSX-R1000      | Julien Da Costa                                       |
| 2009    | Yamaha Austria Racing 7           | 145   | Yamaha YZF-R1         | Gwen Giabbani, Igor Jerman e Steve Martin             |
| 2010    | Suzuki Endurance Racing           | 133   | Suzuki GSX-R1000      | Vincent Philippe e Freddy Foray                       |
| 2011    | Suzuki Endurance Racing           | 109   | Suzuki GSX-R1000      | Anthony Delhalle                                      |
| 2012    | Suzuki Endurance Racing           | 128   | Suzuki GSX-R1000      | Anthony Delhalle e Vincent Philippe                   |
| 2013    | Suzuki Endurance Racing           | 93    | Suzuki GSX-R1000      | Anthony Delhalle                                      |
| 2014    | Yamaha Racing - GMT 94 - Michelin | 141   | Yamaha YZF-R1         | David Checa, Mathieu Gines e Kenny Foray              |
| 2015    | Suzuki Endurance Racing           | 154   | Suzuki GSX-R1000      | Anthony Delhalle, Etienne Masson e Vincent Philippe   |
| 2016    | Suzuki Endurance Racing           | 88    | Suzuki GSX-R1000      | Anthony Delhalle, Etienne Masson e Vincent Philippe   |
| 2016-17 | GMT94 Yamaha                      | 146   | Yamaha YZF-R1         | Niccolò Canepa e David Checa                          |
| 2017-18 | F.C.C. TSR Honda France           | 171,5 | Honda CBR 1000RR      | Joshua Hook, Freddy Foray e Alan Techer               |
| 2018-19 | SRC Kawasaki France               | 145,5 | Kawasaki Ninja ZX-10R | Jérémy Guarnoni, Erwan Nigon e David Checa            |
| 2019-20 | Suzuki Endurance Racing           | 167,5 | Suzuki GSXR-1000      | Etienne Masson e Gregg Black                          |
| 2021    | Yoshimura Sert Motul              | 175,5 | Suzuki GSXR-1000      | Gregg Black, Xavier Siméon e Sylvain Guintoli         |
| 2022    | F.C.C. TSR Honda France           | 154   | Honda CBR 1000RR      | Joshua Hook e Mike Di Meglio                          |
| 2023    | Yamaha Austria Racing Team        | 181   | Yamaha YZF-R1         | Niccolo Canepa, Marvin Fritz e Karel Hanika           |
| 2024    | Yoshimura Sert Motul              | 173   | Suzuki GSXR-1000      | Gregg Black, Dan Linfoot e Etienne Masson             |

Fonti Campioni del Mondo Endurance: